# 鳴浜村
鳴浜村（なるはまむら）は、千葉県山武郡（山辺郡）にかつて存在した村である。
現在の九十九里町の北部、山武市の南部にあたる。九十九里町の新設合併に参加しているが、成東町（現山武市）に編入された地域が中心地であり、面積も大きい。

## 沿革
- 1889年（明治22年）4月1日 - 町村制施行に伴い、作田村、白幡村、本須賀村が合併して山辺郡鳴浜村が発足。
- 1897年（明治30年）4月1日 - 山辺郡、武射郡が統合されて山武郡となる。
- 1955年（昭和30年）3月31日 - 一部の地域（白幡、本須賀）が成東町に編入。残部（作田）が豊海町、片貝町と合併し九十九里町を新設。同日鳴浜村廃止。

## 村長
- 中村尚武（1926年9月 - 1930年9月）